# Daughter (Pearl Jam)
Daughter is een single van Pearl Jam. Het was de tweede single is afkomstig van hun album Vs.. Het lied werd genomineerd voor een Grammy Award in de categorie "Best rock performance by a duo or group with vocal", maar haalde de prijs niet binnen.

## Geschiedenis
Het lied werd toegeschreven aan de totale band. Achteraf bleek dat voornamelijk zanger Eddie Vedder en gitarist Stone Gossard een flinke inbreng hadden. Vedder lichtte ook het lied. Het gaat over een meisje dat leerproblemen heeft. Die leerproblemen werden eerder geïnterpreteerd als wangedrag, maar pas in de late 20e eeuw veranderde de kijk op zaken als dyslexie en soortgelijke aandoeningen. Ze kinderen kregen als gevolg van de misinterpretatie vaak te maken met klappen oplopend tot kindermishandeling. En dat had/heeft dan weer een weerslag op hun verdere leven. Bij de luisteraars bleef vooral het misbruik hagen. De andere gitarist van de band moest de door Gossard bedachte solo instuderen, hij vond hem uitdagend. De drumpartij werd op suggestie van muziekproducent Brendan O'Brien versimpeld en aangepast, voor de drummer Dave Abbruzzese ging een wereld open, aangezien hij het lied al een half jaar op zijn manier had gespeeld.
Het lied kende al enige uitvoeringen, voordat het definitief werd vastgelegd. Werktitel was toen Brother en was als zodanig voor het eerst te horen tijdens een benefiet concert voor een Bridge School (scholen voor kinderen met leerproblemen), georganiseerd door Neil Young en Pegi Young. Het lied werd daarna steeds door de band gespeeld met verschillende outro’s, die onder fans de naam "Daughter Tag" kregen. Een van die versies eindigt met Youngs Hey hey, my my (Into the black) en die werd weer gekoppeld aan Kurt Cobain aangezien die de tekst van dat lied had genoteerd op zijn zelfmoordbrief. Een andere versie, eindigend met Pink Floyds Another Brick in the Wall (part two) uitgevoerd in 2007 werd door de uitzendende omroep AT&T gecensureerd in verband met de gezongen tekst "George Bush leave this world alone/George Bush find yourself another home". AT&T schoof de schuld door naar Davie Brown Entertainment.

## Hitnotering
Daughter kreeg allerlei noteringen in specifieke Amerikaanse hitparades, maar succes in de Billboard Hot 100 had het niet. Het stond twee weken genoteerd op plaats 97, dat was wel drie jaar nadat het nummer uitgebracht was.

### Nederlandse Top 40
Daughter kwam hier niet verder dan de tipparade.

### NederlandseNationale Hitpararde top 50
| Positie: | 48 | 46 | uit |

### BelgischeBRT Top 30
| Positie: | 23 | 28 | - | 30 | uit |

### VlaamseUltratop 50
| Positie: | 49 | 39 | 39 | 43 | uit |

### NPO Radio 2 Top 2000
| Nummer met noteringen in de NPO Radio 2 Top 2000 | '15  | '16  | '17  | '18  | '19  | '20  | '21  | '22  | '23  | '24  |
| ------------------------------------------------ | ---- | ---- | ---- | ---- | ---- | ---- | ---- | ---- | ---- | ---- |
| Daughter                                         | 1518 | 1327 | 1238 | 1237 | 1044 | 1310 | 1411 | 1265 | 1371 | 1375 |

1. ↑  Een vetgedrukt getal geeft de hoogste notering aan.
2. ↑  2015 was het eerste jaar met een notering voor dit nummer.